# Жоао Кансело
Жоао Педро Кавако Кансело (на португалски: João Pedro Cavaco Cancelo) е португалски футболист, защитник, който играе за Ал-Хилал.

## Кариера

### Бенфика
Кансело е роден в Барейро, район Сетубал. Започва да тренира футбол в местния Барейрензе. Той се присъединява към академията на Бенфика през 2007 г. на 14-годишна възраст, където играе както от дясно, така и от ляво на бека.
На 28 юли 2012 г. Кансело прави дебюта си за първия отбор на Бенфика в приятелски мач срещу Жил Висенте.
На 25 януари 2014 г. изиграва първия си официален мач с първия отбор на Бенфика.

### Валенсия
На 20 август 2014 г. преминава във Валенсия под наем до края на сезона. Дебютът му в Ла лига е на 25 септември, като изиграва цял мач при победата с 3:0 над Кордоба КФ. Завършва първия си сезон с 13 мача във всички турнири.
На 25 май 2015 г. Кансело се съгласява да сключи постоянен договор с испанския клуб до 30 юни 2021 г. за трансферна сума от 15 млн. евро. Той вкарва първия си гол за отбора на 16 септември в мач от Шампионската лига, загубен с 2:3 от Зенит Санкт Петербург.

### Интер
На 22 август 2017 г. преминава в Интер под наем до 30 юни 2018 г. с опция за закупуване. Сделката е част от размяна, като Жофри Кондогбия заминава в другата посока. Кансело дебютира в Серия А четири дни по-късно, като заменя Антонио Кандрева в 83-тата минута при победата с 3:1 над Рома на Стадио Олимпико.

### Ювентус
На 27 юни подписва с италианския Ювентус 5 годишен договор за сумата от 40.4 млн. евро.

### Манчестър Сити
На 7 август 2019 г. преминава в шампиона на Англия Манчестър Сити за £27.4 млн. и Данило, като част от сделката.

## Отличия

### Отборни
Бенфика
- Примейра Лига: 2013/14

Ювентус
- Серия А: 2018/19
- Суперкупа на Италия: 2018

Манчестър Сити
- Английска Висша Лига: 2020/21, 2021/22, 2022/23
- ФА Къп: 2022/23
- Купа на лигата (Англия): 2020/21

Байерн Мюнхен
- Бундеслига: 2022/23

### Международни
Португалия
- Европейско първенство по футбол за младежи до 21 г.: финалист 2015
- Лига на нациите на УЕФА: 2018/19